# Roman Odzierzyński

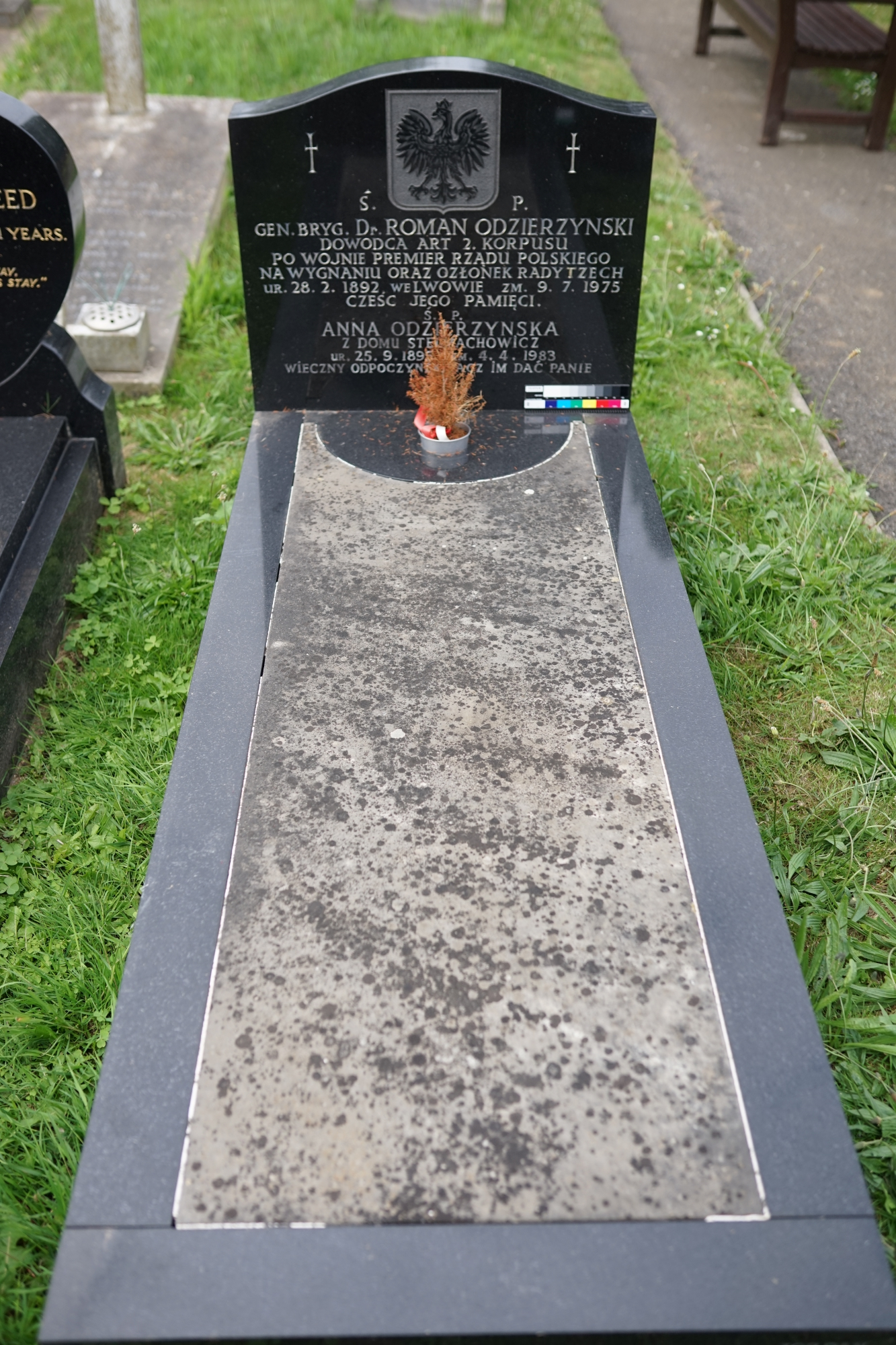
Grób Romana Odzierzyńskiego

Roman Władysław Odzierzyński (ur. 28 lutego 1892 we Lwowie, zm. 9 lipca 1975 w Londynie) – generał brygady Wojska Polskiego, Prezes Rady Ministrów na Uchodźstwie w latach 1950–1954.

## Życiorys
Urodził się w rodzinie Antoniego i Leopoldyny z Obermannów. Ukończył gimnazjum oraz studia na Wydziale Prawa i Umiejętności Politycznych Uniwersytetu Franciszka Józefa we Lwowie. W niepodległej Polsce, już na Wydziale Prawa Uniwersytetu Jana Kazimierza we Lwowie, uzyskał w 1919 stopień naukowy doktora praw.
Wcielony 1 października 1910 do armii austro-węgierskiej, ukończył Oficerską Szkołę Artylerii dla jednorocznych ochotników. 2 sierpnia 1914 został powołany do 11 pułku haubic polowych. Całą wojnę przebył, pełniąc funkcje oficera ogniowego i dowódcy baterii w 11 pułku haubic polowych, a później w 111 pułku artylerii polowej. W czasie służby w c. i k. armii awansował na kolejne stopnie w korpusie oficerów rezerwy artylerii: chorążego (1 marca 1913), podporucznika (1 listopada 1914) i porucznika (1 sierpnia 1916).
Od 1 listopada 1918 w Wojsku Polskim. Dowodził baterią w obronie Lwowa. Formalnie został przyjęty do Wojska Polskiego z byłej armii austro-węgierskiej 20 maja 1919 roku z zatwierdzeniem posiadanego stopnia porucznika ze starszeństwem z dniem 1 sierpnia 1916 roku, z zaliczeniem do I Rezerwy armii, z jednoczesnym powołaniem do czynnej służby na czas wojny aż do demobilizacji. Mianowany kapitanem 8 stycznia 1919. Podczas wojny polsko-bolszewickiej dowodził dywizjonem w 3 pułku artylerii polowej, Szkołą Podoficerską nr 5, dywizjonem w 17 i 14 pułku artylerii polowej oraz 17 dywizjonem artylerii ciężkiej. 15 lipca 1920 roku został zatwierdzony z dniem 1 kwietnia 1920 roku w stopniu majora, w artylerii, w grupie oficerów byłej armii austro-węgierskiej.
31 marca 1924 roku został mianowany podpułkownikiem ze starszeństwem z dniem 1 lipca 1923 roku i 22. lokatą w korpusie oficerów artylerii. W latach 1921–1928 pełnił kolejno funkcje dowódcy 17 Brygady Artylerii i 17 dac, zastępcy dowódcy 7 pułku artylerii ciężkiej, komendanta poligonu artyleryjskiego, dowódcy dywizjonu w 12. W sierpniu 1926 roku został wyznaczony na stanowisko zastępcy dowódcy 5 pułku artylerii polowej we Lwowie. W maju 1927 roku został przeniesiony do 6 pułku artylerii ciężkiej we Lwowie na stanowisko zastępcy dowódcy pułku. W marcu 1928 roku został przeniesiony do 21 pułku artylerii polowej w Bielsku na stanowisko dowódcy pułku. 24 grudnia 1929 został mianowany pułkownikiem ze starszeństwem z dniem 1 stycznia 1930 i 5. lokatą w korpusie oficerów artylerii. 19 czerwca 1933 został komendantem Szkoły Strzelania Artylerii w Toruniu. 14 listopada 1935 objął dowodzenie 11 Grupą Artylerii, przemianowaną w maju 1938 na Grupę Artylerii Przeciwlotniczej. Od 14 listopada 1938 pełnił funkcję komendanta Centrum Wyszkolenia Obrony Przeciwlotniczej i Przeciwgazowej w Trauguttowie.
Na tym stanowisku została go agresja Niemiec na Polskę. Po agresji ZSRR na Polskę z resztkami Centrum przekroczył 20 września 1939 granicę Rumunii. W styczniu 1940 przedostał się do Francji, gdzie objął dowodzenie artylerią 4 Dywizji Piechoty, a po zlikwidowaniu etatu dowódcy artylerii dywizji mianowany dowódcą 4 pułku artylerii lekkiej. Po ewakuacji do Wielkiej Brytanii był (od sierpnia 1940) dowódcą artylerii 4 Brygady Kadrowej Strzelców. Stamtąd, wraz z grupą 200 oficerów i podchorążych, został przewieziony do Iraku. We wrześniu 1942 objął dowodzenie Zgrupowaniem Artylerii Armii Polskiej na Wschodzie. 1 stycznia 1943 awansowany do stopnia generała brygady. Po reorganizacji wojsk w lipcu 1943 mianowany dowódcą artylerii 2 Korpusu Polskiego.
Po wojnie, 4 listopada 1945 powrócił do Wielkiej Brytanii. 7 kwietnia 1949 prezydent RP na uchodźstwie August Zaleski mianował go ministrem obrony narodowej i powierzył mu kierownictwo Ministerstwem Spraw Wewnętrznych w rządzie Tadeusza Tomaszewskiego. 11 sierpnia 1950, w związku ze śmiercią dotychczasowego premiera, Tadeusza Tomaszewskiego Prezydent RP na Uchodźstwie, August Zaleski powierzył mu pełnienie obowiązków Prezesa Rady Ministrów oraz kierownictwo Ministerstwa Skarbu i Ministerstwa Sprawiedliwości do czasu powołania nowego rządu. 25 września 1950 prezydent RP na uchodźstwie August Zaleski mianował go Prezesem Rady Ministrów, ministrem obrony narodowej i kierownikiem Ministerstwa Sprawiedliwości oraz zwolnił z urzędu kierownika Ministerstwa Skarbu i Ministerstwa Spraw Wewnętrznych. 8 grudnia 1953 prezydent RP na uchodźstwie August Zaleski zwolnił go z urzędu Prezesa Rady Ministrów, ministra obrony narodowej i kierownictwa Ministerstwa Sprawiedliwości i Ministerstwa Skarbu oraz powierzył mu pełnienie obowiązków do czasu wyłonienia nowego rządu, co nastąpiło 18 stycznia 1954. W latach 1954–1955 był przewodniczącym Egzekutywy Zjednoczenia Narodowego, a w latach 1966–1968 – członkiem Rady Trzech. Od 1970 do 1972 był przewodniczącym Głównej Komisji Skarbu Narodowego.
Zmarł 9 lipca 1975 w Londynie i został pochowany na cmentarzu Gunnersbury (Sq. BA, gr. 387). Był żonaty z Anną z domu Stelmachowicz (1895–1983).

## Ordery i odznaczenia
- Wielka Wstęga Orderu Odrodzenia Polski (pośmiertnie, 16 lipca 1975)[20]
- Krzyż Złoty Orderu Wojennego Virtuti Militari nr 46[21]
- Krzyż Srebrny Orderu Wojennego Virtuti Militari nr 8540
- Krzyż Oficerski Orderu Odrodzenia Polski (10 listopada 1933)[22]
- Krzyż Walecznych (trzykrotnie)
- Złoty Krzyż Zasługi (10 listopada 1928)[23]
- Medal Niepodległości (9 listopada 1933)[24]
- Komandorska Legia Zasługi (USA)
- Krzyż Komandorski Orderu Imperium Brytyjskiego
- Krzyż Wojenny za Męstwo Wojskowe (Włochy)
- Srebrny Medal Zasługi Wojskowej z mieczami na wstążce Krzyża Zasługi Wojskowej (dwukrotnie, Austro-Węgry)[1]
- Brązowy Medal Zasługi Wojskowej z mieczami na wstążce Krzyża Zasługi Wojskowej (Austro-Węgry)[1]
- Srebrny Medal Waleczności 2 klasy (Austro-Węgry))[1]
- Krzyż Wojskowy Karola (Austro-Węgry)[1]
- Krzyż Pamiątkowy Mobilizacji 1912–1913 (Austro-Węgry)[1]